# Пластилиновый дождь
Пластилиновый дождь — международный фестиваль уличного искусства, проходящий в Самаре.

## История
Впервые прошёл в 2011 году. Идейным вдохновителем и действующим организатором фестиваля стал одноимённый самарский уличный театр, работающий в жанрах уличного искусства, пантомимы и клоунады более 30 лет.
С тех пор «Пластилиновый дождь» проходил ежегодно в последние выходные лета в Струковском саду. За время проведения участниками фестиваля стали творческие коллективы из таких городов России, как Москва, Казань, Санкт-Петербург, Ульяновск, Тольятти, Архангельск, Магнитогорск, Воронеж, Нижний Новгород, Оренбург, Уфа, Пермь, Саратов и других. А также иностранными участниками были гости из Канады, Франции, Италии, Польши, Белоруссии, Германии, Австралии, Аргентины, Испании, Венгрии, Чехии и Чили.
В разные годы фестиваль проходил при поддержке Департамента по делам молодёжи Самарской области, Министерства культуры Самарской области и Президентского фонда культурных инициатив.
В 2017 году вместо традиционного фестиваля состоялся День уличного театра в парке имени Юрия Гагарина, где в формате одного вечера выступил театр из Испании, а также организаторы мероприятия — театр «Пластилиновый дождь» — показали премьеру нового спектакля.
С 2017 по 2019 год в феврале помимо летнего, проводился ещё и зимний фестиваль «Пластилиновый дождь» в торгово-развлекательном комплексе «Аврора Молл».
В 2018 году привычная двухдневная программа летнего фестиваля превратилась в пятидневную. Однако в следующем году организаторы решили вернуть прежний формат, но вместо августа фестиваль состоялся в сентябре.
В 2020, 2021 и 2022 годах фестиваль не проводился.
В 2023 году IX фестиваль прошёл с 5 по 6 августа при поддержке Президентского фонда культурных инициатив.
Фестиваль «Пластилиновый дождь» давно уже стал одним из ярких и заметных культурных проектов региона. На его площадках выступают музыканты, художники, мимы, танцоры — как уже сделавшие себе имя, так и те, чей творческий путь только начинается. Я хочу пожелать организаторам и гостям фестиваля  безграничного творчества и вдохновения.Министр культуры Самарской области, Калягина И. Е.
В 2024 и 2025 годах зимний фестиваль «Пластилиновый дождь» проводился в ТК «Гудок».

## Программа
Открывает фестиваль традиционное шествие всех участников. Далее зрители расходятся по площадкам, на которых одновременно начинают свою работу все направления фестиваля:
- Театральное (уличные спектакли и перфомансы от российских и зарубежных уличных театров)
- Танцевальное (выступления танцевальных коллективов, мастер-классы от танцевальных студий)
- Музыкальное (выступления музыкальных групп и соло-артистов)
- Детское (детские спектакли, игры, конкурсы и мастер-классы)
- Интерактив (иммерсивные спектакли, аудиоспектакли в наушниках, анимационные шоу и артисты-аниматоры: клоуны, живые скульптуры, ходулисты)
- Маркет еды (мобильные точки питания, фудтраки, корнеры ресторанов)
- Ярмарка изделий ручной работы
- Зона мастер-классов (изготовление различных сувениров с символикой фестиваля)

Вход на фестиваль бесплатный. Зрители могут свободно передвигаться между площадками и посещать любые представления.

## Награды и премии
Фестиваль несколько раз был отмечен Международной премией в области событийного туризма «Russian Event Awards»: в 2013 году он был признан лучшим проектом в области культуры в России, в 2015 году получил Гран-при как лучший проект для молодёжи, а в 2023 году стал лауреатом 2-й степени окружного этапа в номинации «Лучшее уличное театрализованное представление и карнавал».